# Le Cas Lagaffe
Le Cas Lagaffe est l'album 9 dans la série originale de Gaston. Il parait en 1971.

## Les personnages
- Gaston Lagaffe
- Léon Prunelle
- Yves Lebrac
- Joseph Longtarin
- Jef Van Schrijfboek
- Mademoiselle Jeanne
- Aimé De Mesmaeker
- Bertje Van Schrijfboek
- Joseph Boulier
- M.Dupuis
- Jules-de-chez-Smith-en-face
- Freddy-les-doigts-de-fée
- Fantasio (caméo)